# Sangoan

Sangoan San (buskmænd) var en etnisk gruppe der levede i Nordafrika, rejste til det sydlige Afrika og levede med Khoisan-folket.